# Eugenia dusenii
Espèce
Synonymes
- Myrtus dusenii (Engl.) Kuntze[1]

Eugenia dusenii Engl. est une espèce de plantes à fleurs du genre Eugenia, de la famille des Myrtaceae. C'est un arbuste endémique du Cameroun. 

## Étymologie
Son épithète spécifique dusenii rend hommage au botaniste suédois Per Karl Hjalmar Dusén qui explora le Cameroun et y récolta le premier spécimen.

## Description
Adolf Engler a décrit l'espèce en 1899. 
Cette plante est un petit arbuste à fleurs blanches.
Il mesurerait environ 1,5 m de haut.
Cette espèce figure dans l'index international des noms des plantes (IPNI). 

## Habitat et distribution géographique
La présence de cet arbuste rhéophyte est attestée principalement sur les berges rocheuses des chutes de la rivière Ndian, près de Mundemba, où il est submergé pendant la saison des pluies.
Relativement rare, cette espèce est endémique du sud-ouest du Cameroun. 
En particulier, un spécimen, conservé par l'Herbier national du Cameroun, a été récolté au Cameroun, sur un pont de la Mana (ou Ndian), à 100 m d'altitude, aux abords du parc national de Korup